# Élie Ducommun
Élie Ducommun (født 19. februar 1833 i Geneve, død 7. december 1906 i Bern) var en schweizisk journalist og fredsaktivist, som i 1902 modtog Nobels fredspris sammen med Charles Albert Gobat.